# Kodrlajsasti piton
Kodrlajsasti piton  je slovenski avtobiografski roman, ki ga je s pomočjo Branka Gradišnika leta 2006 izdal, ozdravljeni odvisnik od drog, Marko Ješe. Ješe je v romanu iskreno in po resničnih dogodkih spisal žalostno in hkrati globoko izpoved o življenju narkomanov. Njegovo težko izkušnjo, je za knjižno obliko natančno oblikoval pisatelj in prevajalec Branko Gradišnik.

## Vsebina
V romanu se vzporedno dogajata zgodbi dveh glavnih junakov, Jana in Maksa. V obeh zgodba, pa se delno skriva Markovo  življenje. Nekega poletja v času počitnic, se skupina najstnikov prvič sreča z drogo, misleč, da ne bodo nikoli zapadli v svet odvisnosti, vendar temu ni tako. Njihova odvisnost jih hitro privede do slabših šolskih ocen, odtujijo se od oklice in v svoji življenjski bitki, da dobijo novo dozo heroina so pripravljeni zaiti v laži krajo, kriminal, prostitucijo, številni med njimi pa se srečajo tudi s prezgodnjo smrtjo.
Posebno pozornost daje knjiga Markovi mami. Markova mama, Brigita Ješe nastopa kot osrednja junakinja, saj je oba svoja otroka rešila iz pekla heroina. V delu je tudi opisano kako je sama ugotovila, da sta oba njena otroka odvisna.
Zgodba se odvija v Kranju in lahko bi rekli, da gre za nekakšno slovensko različico Mi, otroci s postaje Zoo. Roman nam brez olepšav razkrije središče dogajanja na narkomanski sceni. Zgodba se bralca dotakne na čustveni ravni, tako, da ima zagotovo močnejši vpliv kot katerakoli strokovna knjiga. Ta knjiga lahko pomaga staršem in otrokom, ki še nimajo težav z mamili in pa tistim, ki že imajo težave. Za knjigo je Markova mama prispevala tudi družinske fotografije in tako svojo družino še bolj izpostavila, vendar vse to le z enim namenom, da pomaga drugim ljudem, ki so zapadli v svet odvisnosti.

## Izdaje in prevodi
- Roman je bil leta 2006 izdan pri založbi Rotis.(COBISS)